# جو برايان
جو برايان (بالإنجليزية: Joe Bryan)‏ (17 سبتمبر 1993 ببرستل في المملكة المتحدة - ) هو لاعب كرة قدم بريطاني في مركز الوسط. لعب مع نادي بريستول سيتي ونادي باث سيتي ونادي بليموث أرجايل.

## وصلات خارجية
- جو برايان على موقع قاعدة بيانات كرة القدم.إي يو (الإنجليزية)
- جو برايان على موقع ليكيب (الفرنسية)
- جو برايان على موقع Soccerbase.com (لاعب) (الإنجليزية)
- جو برايان على موقع Soccerway.com (الإنجليزية)
- جو برايان على موقع عالم كرة القدم.نت (الإنجليزية)